# ۱۹۲ (قمری)
۱۹۲ (قمری)، صد و نود و دومین سال در گاهشماری هجری قمری است. اول محرم این سال برابر با دهم نوامبر سال ۸۰۷ میلادی است.